# 아바나주

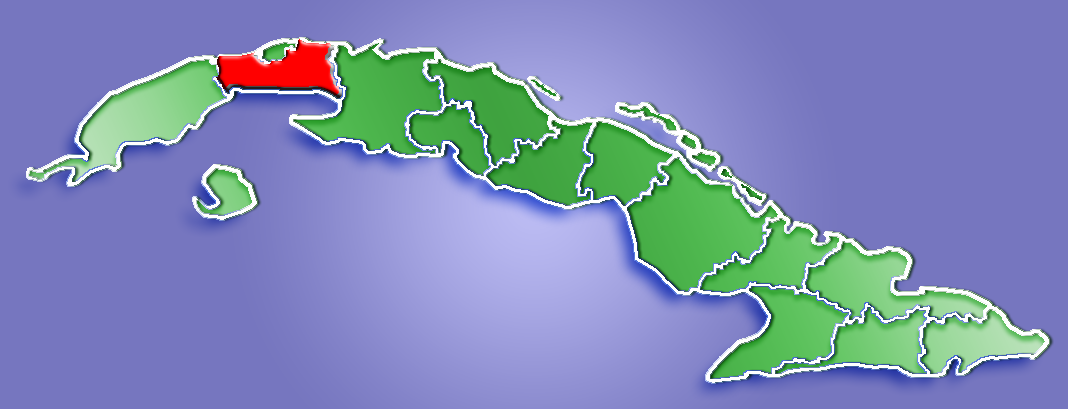
아바나 주의 위치

아바나주(스페인어: Provincia de la Habana)는 과거 쿠바에 존재했던 주로 주도는 아바나(쿠바의 수도이기도 함)이며 면적은 5,731.59km2, 인구는 722,045명(2004년 기준)이다.
2011년 1월 1일 아르테미사 주와 마야베케 주로 분리되면서 폐지되었다. 19개 지방 자치체를 관할하였다.